# David William Gordon
Pour les articles homonymes, voir David Gordon et Gordon.
David William Gordon (27 février 1832-19 février 1893) est un homme politique canadien de la Colombie-Britannique. Il est député fédérale libéral-conservateur de la circonscription britanno-colombienne de Vancouver de 1882 jusqu'à son décès en 1893.
Il est également député provincial indépendant de la circonscription britanno-colombienne de Nanaimo d'une élection partielle en 1877 à 1878.

## Biographie
Né à Camden Township (en) dans le Haut-Canada, Gordon s'installe en Californie en 1856 et ensuite en Colombie-Britannique en 1858. À Nanaimo, il ouvre un établissement de constructeur et d'architecture.